# マルク・ゴンサレス
マルク・ゴンサレス（Mark González, 1984年7月10日 - ）は、南アフリカ共和国出身、チリ代表の元サッカー選手。現役時代のポジションはミッドフィールダーで、主に左サイドハーフまたは左ウイングを務めた。

## 経歴
2006年1月にアルバセテ・バロンピエからリヴァプールFCへの移籍が合意に達し、推定580万ユーロ（約8億1200万円）の4年契約を結んだものの、イギリスでの労働許可証が降りず、レアル・ソシエダにレンタルされた。2006年7月、晴れてリヴァプールFCに加入した。しかしリヴァプールでは思うような成績を残せず、2007年夏にレアル・ベティスに移籍した。2008年10月、ワールドカップ予選のアルゼンチン戦でニコラス・ブルディッソと空中で激突し、頭部外傷と右膝の負傷で病院に搬送された。右膝内側靭帯に重度3の捻挫を負い、復帰までに3ヶ月を要した。2009年8月にロシアのPFC CSKAモスクワに推定650万ユーロ（約8億8000万円）で移籍した。
2010年2月24日に行われたUEFAチャンピオンズリーグのセビージャFC戦で本大会の初得点を決めた。
2010 FIFAワールドカップではグループリーグ第2戦のスイス戦で決勝点を挙げ、スイスの無失点記録を破った。
2014年1月、10年ぶりにウニベルシダ・カトリカに復帰した。
2016年1月4日、スポルチ・レシフェに2年契約で移籍した。
2016年12月30日、CSDコロコロへの移籍が発表された。

## エピソード
- 甘いマスクでチリ人女性に大人気であり、チリのベッカムの異名をとる。
- リヴァプールFCに移籍が決まってからFAプレミアリーグの試合を何試合も録画しひたすら観察、適応する準備を整えていた。
- 2010年3月16日に行われたUEFAチャンピオンズリーグのセビージャとのセカンドレグで、冬に移籍したばかりだった本田圭佑にフリーキックを蹴るように勧めた。その結果、本田の直接フリーキックによる得点が決勝点になり、CSKAモスクワはロシア勢として初のUCLベスト8に進出にした[9]。

## 所属クラブ
- ウニベルシダ・カトリカ 2002-2004
- アルバセテBP 2004-2005
- リヴァプールFC 2006-2007

→ レアル・ソシエダ 2006（レンタル移籍）
- レアル・ベティス 2007-2009
- PFC CSKAモスクワ 2009-2014

→ ウニベルシダ・カトリカ 2014（レンタル移籍）
- ウニベルシダ・カトリカ 2015
- スポルチ・レシフェ 2016
- CSDコロコロ 2017
- マガジャネス 2018-2019

## 代表歴

### 出場大会
- チリ代表
  - 2010 FIFAワールドカップ

### 試合数
- 国際Aマッチ 56試合 6得点（2003年-2016年）[10]

| チリ代表 | 国際Aマッチ | 国際Aマッチ |
| 年       | 出場        | 得点        |
| -------- | ----------- | ----------- |
| 2003     | 5           | 1           |
| 2004     | 5           | 1           |
| 2005     | 3           | 1           |
| 2006     | 1           | 0           |
| 2007     | 9           | 0           |
| 2008     | 9           | 0           |
| 2009     | 6           | 0           |
| 2010     | 8           | 1           |
| 2011     | 0           | 0           |
| 2012     | 2           | 0           |
| 2013     | 0           | 0           |
| 2014     | 0           | 0           |
| 2015     | 6           | 2           |
| 2016     | 2           | 0           |
| 通算     | 56          | 6           |

## タイトル
クラブ
PFC CSKAモスクワ
- ロシア・プレミアリーグ 2012-13, 2013-14
- ロシア・カップ 2010-11, 2012-13
- ロシア・スーパーカップ 2013